# ツノガエル属
ツノガエル属（ツノガエルぞく、Ceratophrys）はツノガエル科に属するカエルの属の一つ。

## 分布
アルゼンチン、ウルグアイ、エクアドル、ガイアナ、コロンビア、スリナム、パラグアイ、ブラジル、フランス領ギアナ、ベネズエラ、ペルー、ボリビア

## 形態
ツノは眼上部の突起に由来する

## 分類
- Ceratophrys aurita ブラジルツノガエル Brazilian horned frog
- Ceratophrys calcarata コロンビアツノガエル Venezuelan horned frog
- Ceratophrys cornuta アマゾンツノガエル Surinam horned frog
- Ceratophrys cranwelli クランウェルツノガエル Cranwell's horned frog
- Ceratophrys joazeirensis カーティンガツノガエル　Caatinga horned frog
- Ceratophrys ornata ベルツノガエル Argentine horned frog
- Ceratophrys stolzmanni ホオコケツノガエル Pacific horned frog
- Ceratophrys testudo Ecuadorian horned frog

## 生態
森林や草原に生息する。
食性は動物食で、昆虫、節足動物、両生類、爬虫類、哺乳類などを食べる。

## 人間との関係
ペットとして飼育されることもあり、日本にも輸入されている。ベルツノガエルやクランウェルツノガエルの流通量が多いが、飼育下で交配された種間雑種が多い。プラケースなどのケージに、半身が浸かる程度の深さで湿らせた土、ミズゴケなどを敷く。餌として昆虫や魚類を与える。
旺盛な食欲で獲物を丸呑みするさまと、大きな口の形態から、主にペット業界を中心に属全体に対して「パックマンフロッグ」との俗称がある。

## 画像

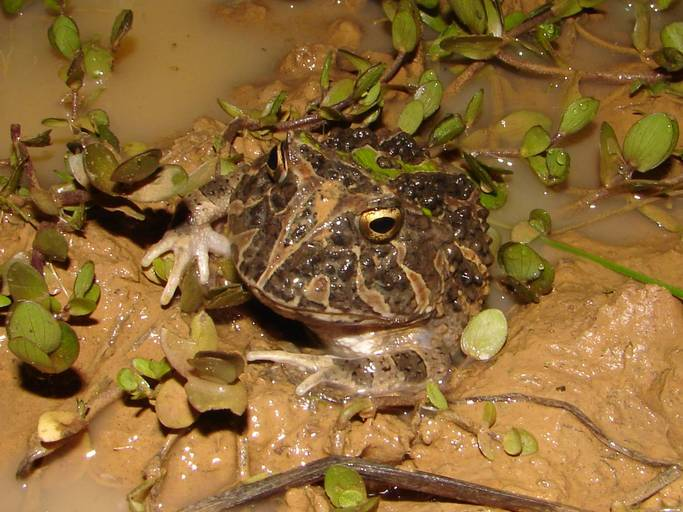
コロンビアツノガエル C. calcarata
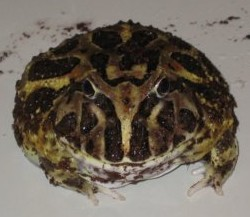
クランウェルツノガエル C. cranwelli
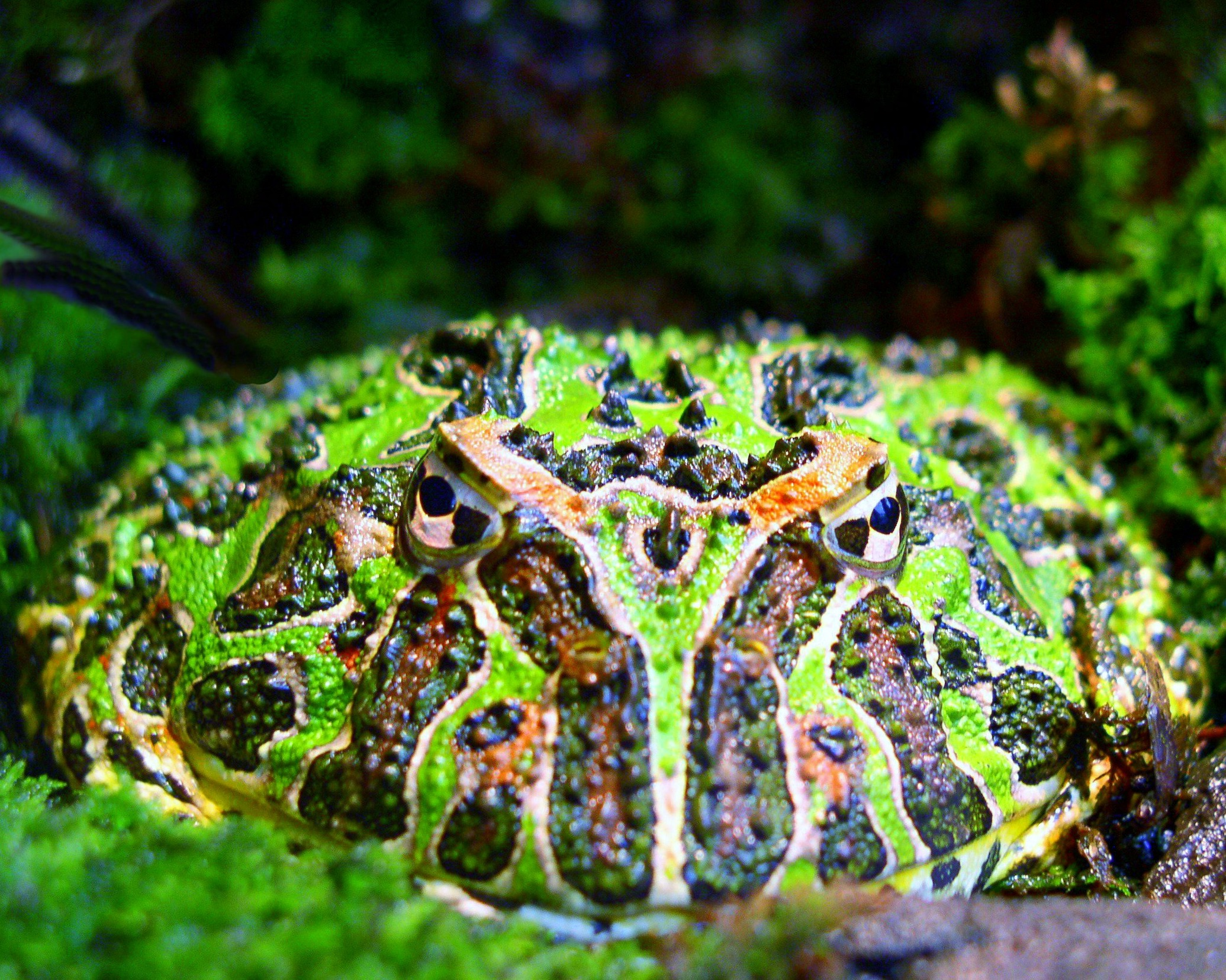
ベルツノガエル C. ornata